# Пійріварбе
Пі́йріварбе (ест. Piirivarbe küla) — село в Естонії, у волості Пейпсіяере повіту Тартумаа.

## Населення
Чисельність населення на 31 грудня 2011 року становила 30 осіб.

## Географія
Через населений пункт проходить автошлях 14101 (Сааре — Пала — Кодавере). 

## Історія
До 23 жовтня 2017 року село входило до складу волості Пала повіту Йиґевамаа.